# Amdorf (Detern)
Amdorf is een dorp in de gemeente Detern in de Duitse deelstaat Nedersaksen. Het dorp maakt deel uit van de Samtgemeinde Jümme in het landkreis Leer.
De naam Amdorf is waarschijnlijk afgeleid van Hamdorf, waarbij ham verwijst naar weiland zoals in hamrik. Het dorp heeft een kerk uit de achttiende eeuw die een middeleeuwse voorganger heeft gehad.

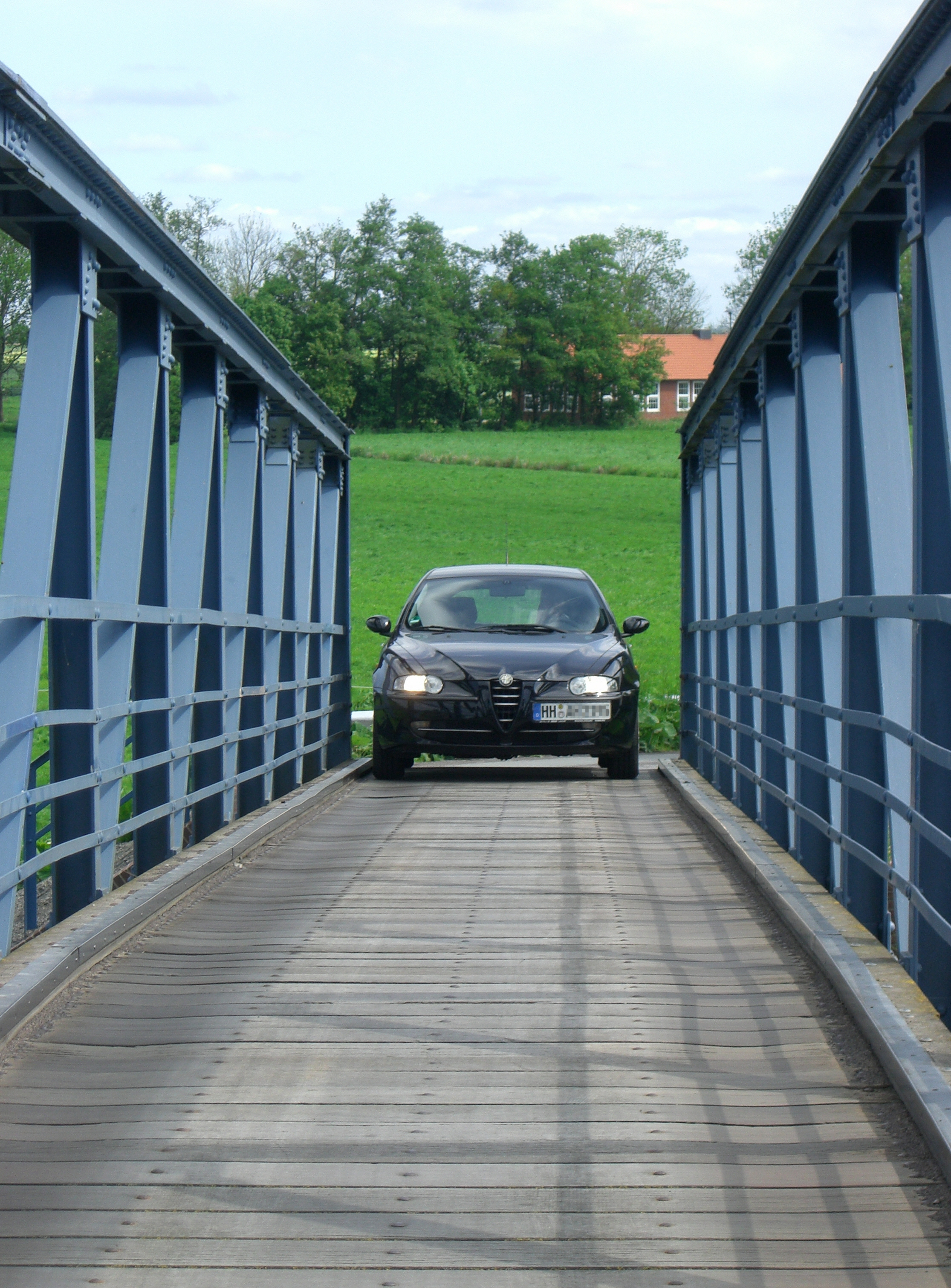
brug over de Leda

Het dorp wordt omgeven door de rivieren de Leda en de Jümme. Bij Amdorf ligt een brug over de Leda die als smalste autobrug van Duitsland geldt.
- Library of Congress Control Number: n88019967
- Nationale Bibliotheek van Israël: 987007567214805171
- Virtual International Authority File: 149024866